# Bleptina
Bleptina är ett släkte av fjärilar. Bleptina ingår i familjen nattflyn.

## Bildgalleri

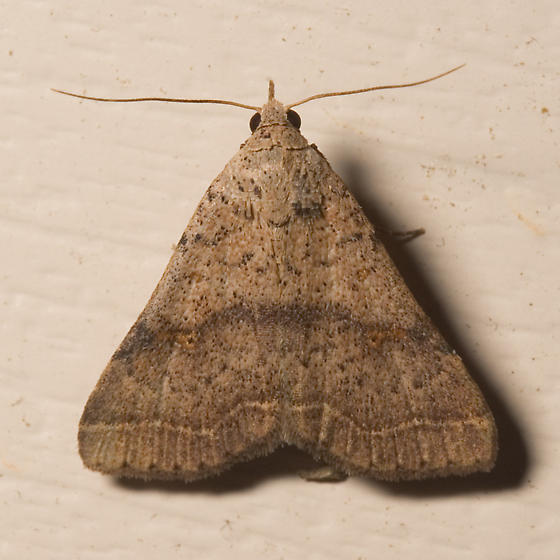

## Dottertaxa tillBleptina, i alfabetisk ordning[1]
- Bleptina acastusalis
- Bleptina actorisalis
- Bleptina aemula
- Bleptina albidiscalis
- Bleptina albivena
- Bleptina albolinealis
- Bleptina albovenata
- Bleptina ambigua
- Bleptina araealis
- Bleptina asbolaea
- Bleptina athusalis
- Bleptina atymnusalis
- Bleptina baracoana
- Bleptina bisignalis
- Bleptina bogesalis
- Bleptina caepioalis
- Bleptina caliginosa
- Bleptina caradrinalis
- Bleptina carlona
- Bleptina ceruleosparsa
- Bleptina clara
- Bleptina clavalis
- Bleptina coloniasalis
- Bleptina confusalis
- Bleptina contigua
- Bleptina cryptoleuca
- Bleptina curvilinea
- Bleptina dejecta
- Bleptina descripta
- Bleptina diopis
- Bleptina disjectalis
- Bleptina eminens
- Bleptina erinusalis
- Bleptina fasciata
- Bleptina ferrilunalis
- Bleptina flaviguttalis
- Bleptina homotypa
- Bleptina infausta
- Bleptina inferior
- Bleptina jubitaria
- Bleptina lasaea
- Bleptina latona
- Bleptina leucopis
- Bleptina limitalis
- Bleptina malia
- Bleptina medialis
- Bleptina menalcasalis
- Bleptina metopcalis
- Bleptina minimalis
- Bleptina muricolor
- Bleptina nigristigma
- Bleptina nigromaculalis
- Bleptina ningpoalis
- Bleptina nisosalis
- Bleptina niveigutta
- Bleptina obscura
- Bleptina ochracealis
- Bleptina olearos
- Bleptina orphiusoides
- Bleptina pallidipulla
- Bleptina pantoea
- Bleptina parallela
- Bleptina pentheusalis
- Bleptina picta
- Bleptina pithosalis
- Bleptina placidalis
- Bleptina pollesalis
- Bleptina priassalis
- Bleptina propugnata
- Bleptina proxima
- Bleptina pudesta
- Bleptina pulla
- Bleptina quadripuncta
- Bleptina rectilinea
- Bleptina retracta
- Bleptina sangamonia
- Bleptina sinuosa
- Bleptina sphaerula
- Bleptina subjecta
- Bleptina tenebrosa
- Bleptina thisbesalis
- Bleptina trimera
- Bleptina tripartita
- Bleptina venata
- Bleptina vestitalis
- Bleptina vultura
- Bleptina zentium